# Myconiusschule
Die Staatliche Regelschule „Friedrich Myconius“ war eine Regelschule in Gotha. Das unter Denkmalschutz stehende Schulgebäude wurde 1865 als Bürgerschule für Knaben und Mädchen erbaut und war eines der ersten rein für Schulzwecke erbauten Gebäude in Gotha. In seiner wechselhaften Geschichte trug das Gebäude schon früh den Namen des Gothaer Reformators Friedrich Myconius, wenngleich die darin untergebrachten Schulen nicht seinen Namen trugen. Den Namen „Myconiusschule“ trug die Schule seit 1992. Im Juni 2016 wurde die Staatliche Regelschule „Friedrich Myconius“ geschlossen. Das Gebäude wurde durch die Stadt Gotha an den Landkreis Gotha übergeben. Seither dienen die Räumlichkeiten als Außenstelle der Kreisvolkshochschule sowie als Erweiterungskomplex des Gymnasiums Ernestinum.

## Geschichte

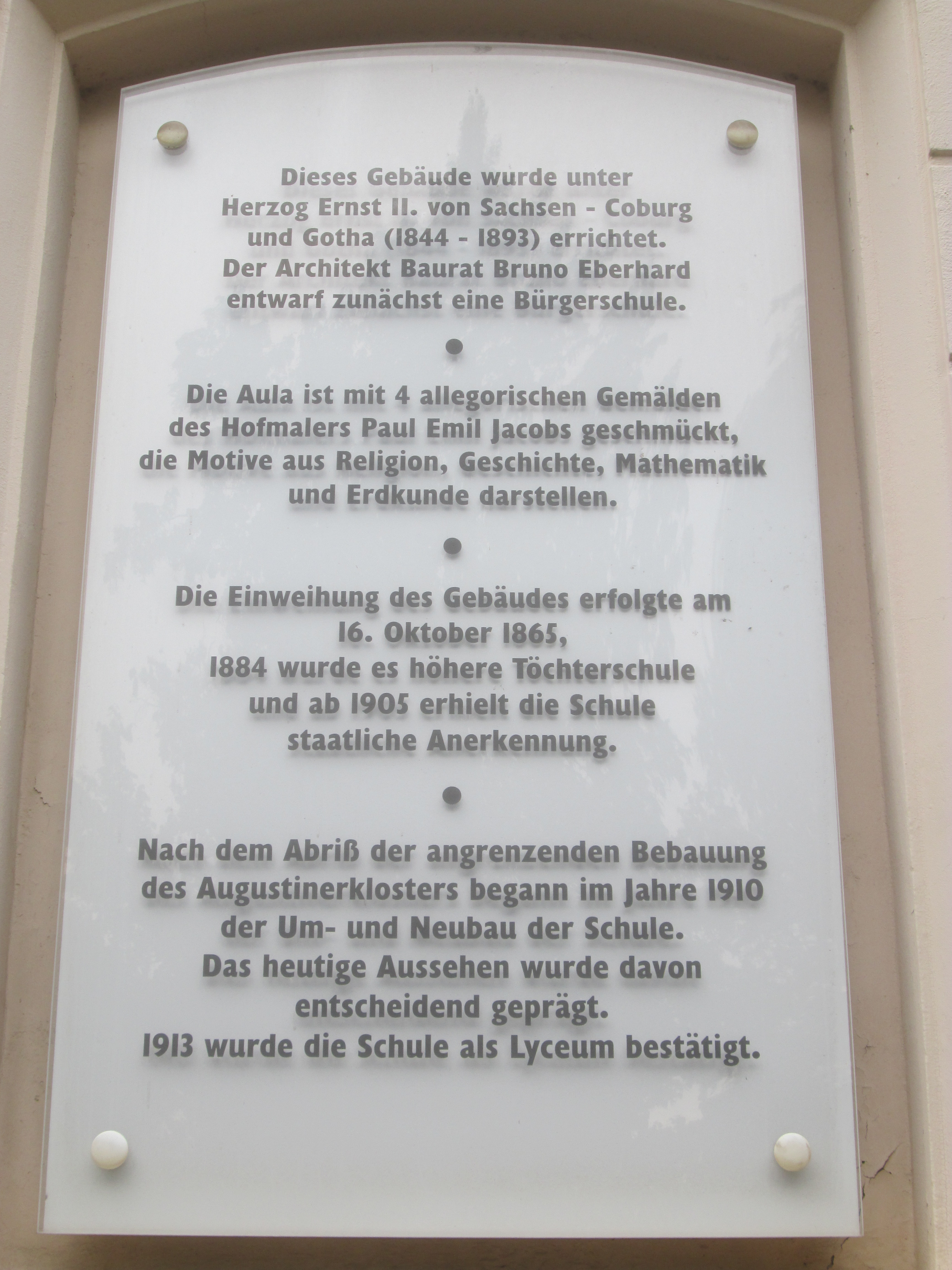
Inschrifttafeln von 1995

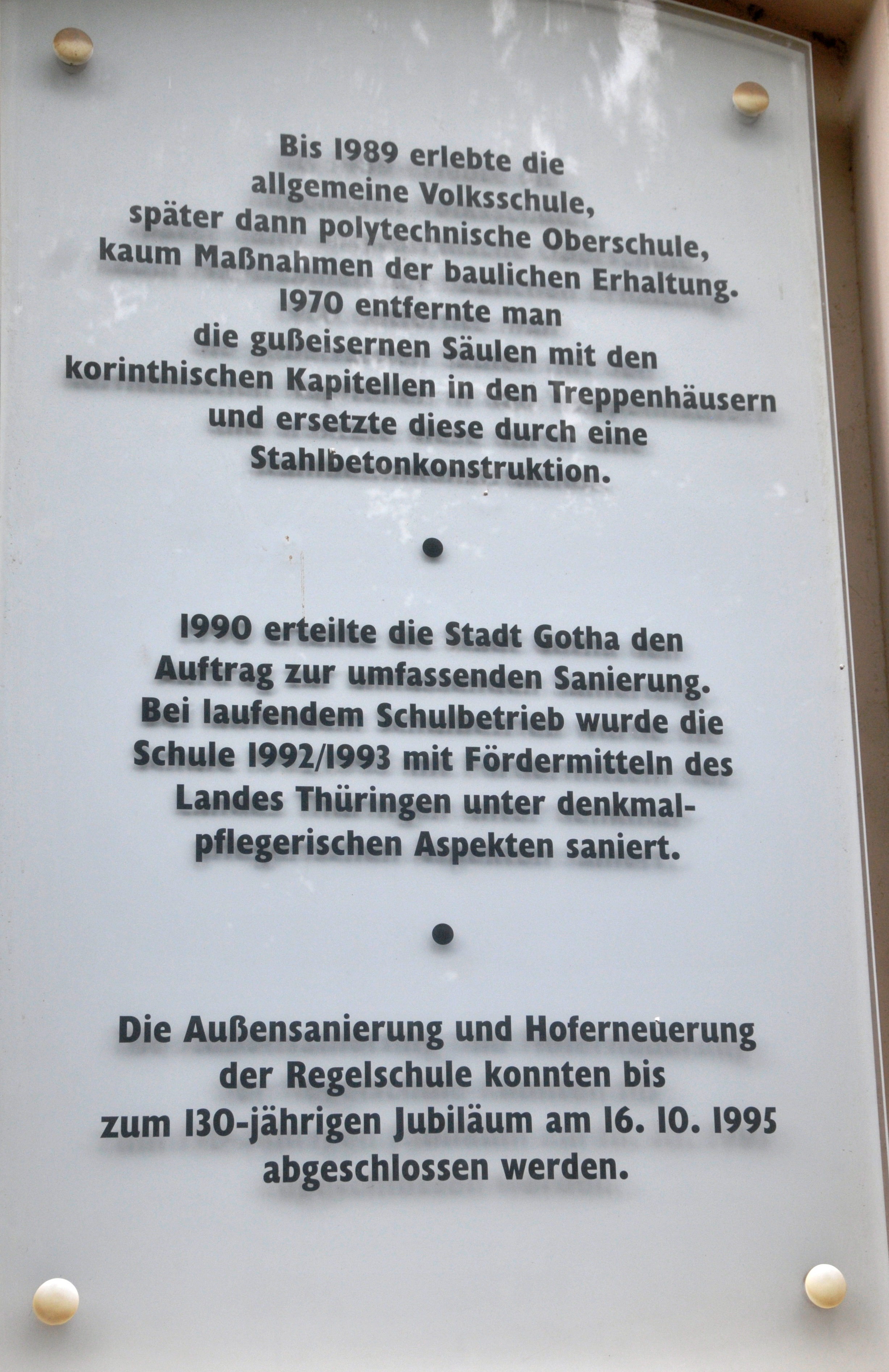

Die Schule wurde am Ende der Jüdenstraße an der Stelle des einstmaligen Sundhäuser Walls ab 1862 als eines der ersten nur für Schulzwecke erbauten Gebäude der Stadt nach Plänen des Gothaer Baurats Bruno Eberhard errichtet und 1865 bezogen. Die Schule war für 1000 Schüler ausgelegt. Gestalterischer Glanzpunkt der Schule war die Aula mit Deckengemälden sowie mit Büsten von Goethe, Schiller, Luther, August Petermann und Gothaer Fürsten, außerdem mit allegorischen Wandgemälden, die der Gothaer Hofmaler Paul Emil Jacobs entworfen hatte und die größtenteils erst nach seinem Tod von Ludwig Bohnstedt ausgeführt wurden.
Die Schule war zunächst rund 20 Jahre lang eine Bürgerschule für Knaben und Mädchen, bevor bei der Neuorganisation des Gothaer Schulwesens 1884 der Höheren Töchterschule der nördliche Gebäudeteil zugeschlagen wurde, während die Bürgerschule mit anderen Schulen vereinigt wurde und neben dem südlichen Gebäudeteil auch andere Schulgebäude in der Stadt nutzte. Aus der Höheren Töchterschule wurde 1910 die Städtische Höhere Mädchenschule. Von 1876 bis 1880 wurden die Klassen der Arnoldischule in den Räumen der Myconiusschule unterrichtet.
Der Name Myconiusschule (wahrscheinlich nach dem beinahe direkt an die Schule angrenzenden ehemaligen Wohnhaus des Reformators Friedrich Myconius) hat sich jedoch schon recht früh für die Schule herausgebildet und taucht auch spätestens 1910 in städtischen Unterlagen auf. Der Begriff bezeichnete zunächst nur das Gebäude, über das die Stadt die Namenshoheit hatte, während die darin untergebrachten Schulen, die vom Staat benannt wurden, schlichte Bezeichnungen ohne Namensgeber trugen.

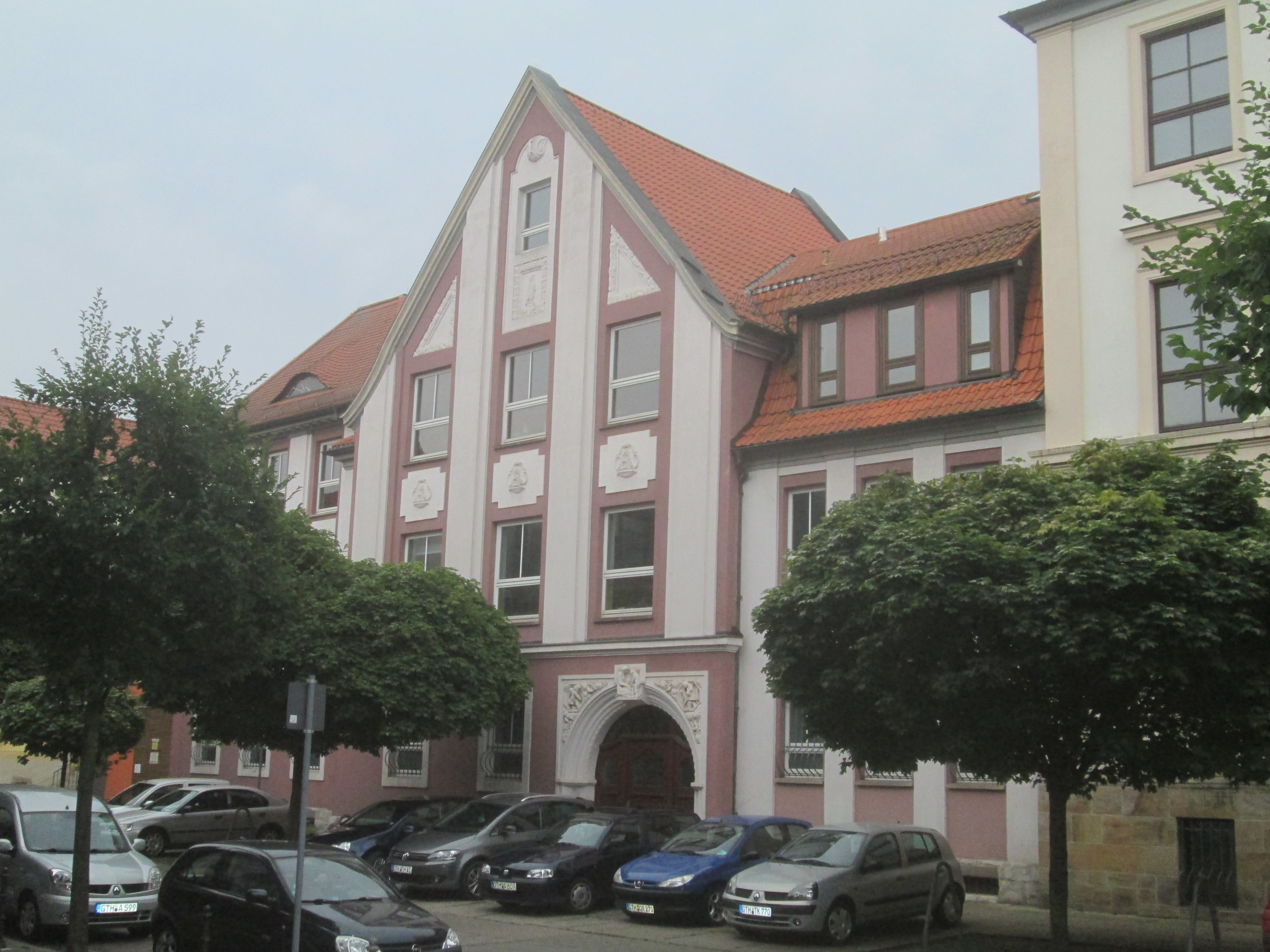
Erweiterungsbau von 1913/14

1910 riss man einen Teil des angrenzenden Augustinerklosters ab, um Platz für einen Turnhallenbau zu schaffen. Im gleichen Jahr begann man mit einem nördlichen Schulhausanbau, der die Fachkabinette aufnahm. 1913 wurde die Mädchenschule in Städtisches Lyzeum umbenannt, 1913/14 setzte man die Arbeiten an den Erweiterungsbauten fort. Im Ersten Weltkrieg wurde die Schule 1914 zeitweilig als Lazarett genutzt, 1915/16 konnten dann die Erweiterungsbauten fertiggestellt werden.
Ab 1917 bis über das Ende des Ersten Weltkriegs hinaus gab es häufige Unterrichtsausfälle wegen Kohle- und Papiermangels, Grippeepidemien, der Unterbringung heimkehrender Soldaten oder wegen des Generalstreiks im Frühjahr 1919. Im Spätjahr 1919 legte ein Schulstreik den Unterricht zeitweilig lahm, im Frühjahr 1920 die Straßenkämpfe des Kapp-Putschs. Im April 1920 waren 65 % der Schülerinnen unterernährt. Das Lyzeum belegte damit den schlechtesten Platz unter allen Gothaer Schulen.
1923 ging das Städtische Lyzeum in ein Staatliches Lyzeum über. Dort konnte man ab 1926 auch das Abitur ablegen, woraufhin die Schule zum Oberlyzeum i. E. und 1929 schließlich zum Oberlyzeum erhoben wurde. Bei der Schulreform von 1938 wurde aus dem Oberlyzeum dann die Staatliche Oberschule für Mädchen, die mit der Arnoldischule, d. h. der Oberschule für Jungen, gemeinsam von Oberstudiendirektor Kinttof geleitet wurde. 1939 wurde in der Arnoldischule ein Lazarett eingerichtet, so dass die Schülerinnen und Schüler wie schon von 1876 bis 1880 in der Myconiusschule unterrichtet wurden.
Den Zweiten Weltkrieg überstand die Schule vergleichsweise unbeschadet. Zum Kriegsende belegten amerikanische Truppen die Schule. Im Oktober 1945 wurde der Schulbetrieb wieder aufgenommen. Das Stadtschulamt ordnete zum 1. Oktober 1945 auch die Umbenennung der Schule in Käthe-Kollwitz-Schule an, aber der angestammte Name Myconiusschule hielt sich weiter und wurde ab 1947 auch wieder in amtlichen Dokumenten verwendet.
1962 wurde die Schule zur zehnklassigen Polytechnischen Oberschule umgeformt. Bis zum Bau einer neuen Schule in Gotha-West 1971 war die Schule mit etwa 1200 Schülern überbelegt. Nach Linderung der Platznot konnte eine lange überfällige Sanierung der Schule beginnen. Gleichzeitig wurden die bisher noch für Knaben und Mädchen getrennt geführten Bücher vereinigt und es gab Überlegungen, die Schule künftig nach Hans Beimler zu benennen, doch erneut behielt der angestammte Name die Oberhand. 1980 wurde ein kleiner Essensraum im Keller eingerichtet, der nach Schließung der benachbarten Klosterklause der einzige Speiseraum in der Schule war. Die Sanierung der 1970er Jahre war nicht umfassend, so dass es in der Folgezeit immer wieder zu Problemen im Schulbetrieb kam. Die Heizung konnte in den 1980er Jahren nur noch mit Ausnahmegenehmigungen betrieben werden und havarierte 1986 vollends. Man plante den Anschluss der Schule an das Fernwärmenetz, doch ließ sich das Vorhaben nicht realisieren.
Nach der politischen Wende in der DDR erging im September 1990 ein städtischer Auftrag an ein Gothaer Ingenieurbüro zur Komplettsanierung der Schule. Die Sanierungsarbeiten zogen sich in mehreren Etappen bis 1995 hin.
Unterdessen hatte man die Schule in der Schulreform von 1991 in die Staatliche Regelschule Bürgeraue 23 mit den Klassen 5 bis 10 umgeformt. Im März 1992 beschloss die Stadtverordnetenversammlung, der Schule in der Bürgeraue wieder den angestammten Namen von Friedrich Myconius zu geben. Da die Schule nur gering ausgelastet war, konnte man 1992/93 trotz der begonnenen Sanierung auch die Staatliche Regelschule „Peter Andreas Hansen“ im Gebäude aufnehmen. Bald wurde es wegen der Sanierungsarbeiten doch zu eng, aber eine Verlagerung des Schulbetriebs in ein anderes Gebäude wurde aufgrund von Elternprotesten nicht vollzogen. Der Schulbetrieb konnte nur mit vielen Provisorien aufrechterhalten werden. Im Schuljahr 1993/94 ging der Regelschulteil der Hansenschule in der Myconiusschule auf.

## Gebäude
Das Schulgebäude ist ein symmetrischer dreigeschossiger Putzbau auf Sandsteinsockel im Stil des Klassizismus. In der Mitte der 13-achsigen Fassade tritt ein dreiachsiger, über die Traufe ragender und von einem flachen Dreiecksgiebel bekrönter Risalit hervor. Nach Norden schließt sich der 1916 fertiggestellte Erweiterungstrakt an.

## Bekannte Schüler
- Hannah Höch besuchte von 1896 bis 1904 die Höhere Töchterschule im Myconiusschulhaus.